# Олимпик (футбольный клуб, Сараево)
«Олимпик» ― футбольный клуб из Боснии и Герцеговины, базируется в городе Сараеве.
Клуб был основан в октябре 1993 года группой энтузиастов; в настоящее время играет в премьер-лиге Боснии и Герцеговины.
Клуб принимает гостей на стадионе «Отока», вмещающем 5000 зрителей.

## Достижения
- Обладатель Кубка Боснии и Герцеговины: 2015
- Чемпион Первой лиги Федерации Боснии и Герцеговины: 2009